# Ternas
Ternas é uma comuna francesa na região administrativa de Altos da França, no departamento de Pas-de-Calais. Estende-se por uma área de 2,51 km². Em 2010 a comuna tinha 140 habitantes (densidade: 55,8 hab./km²).